# Деглазирование

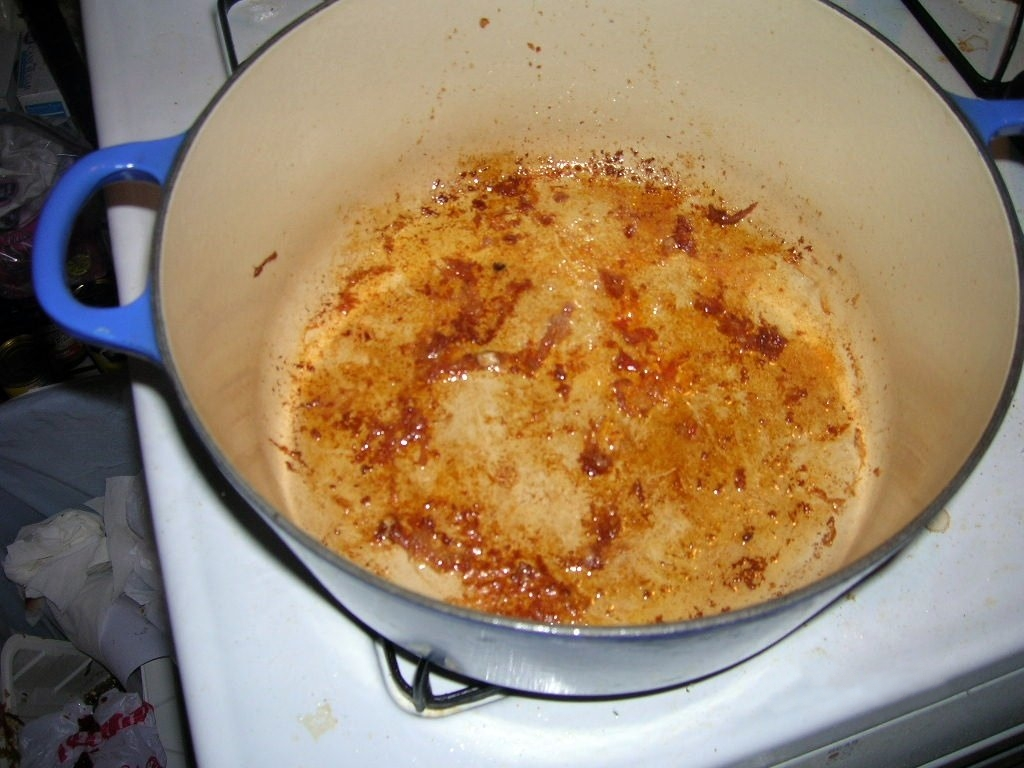
Остатки на дне кастрюли после поджаривания свинины

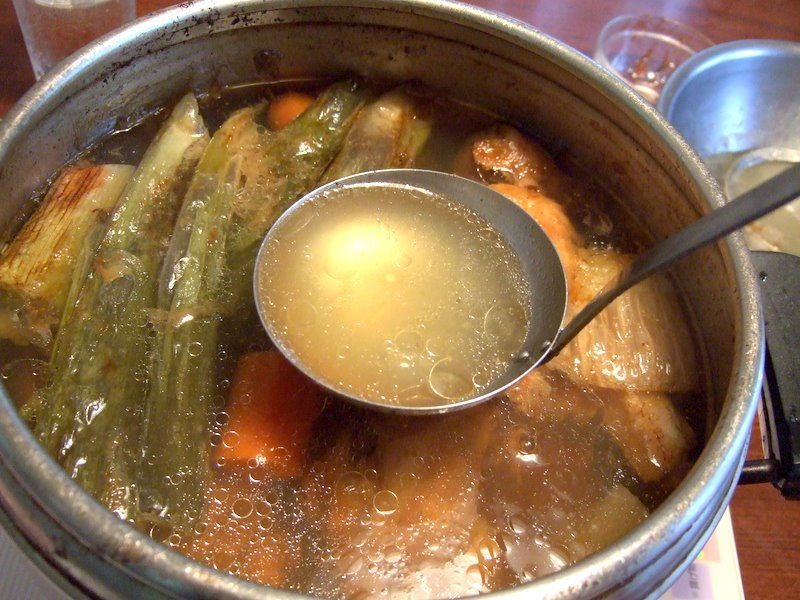
Куриный бульон в процессе приготовления

Деглазирование (или дегласирование) — кулинарная техника, в которой потемневшие остатки пищи со сковороды растворяются жидкостью для получения базового соуса, который используют для придания вкуса соусам, супам и подливкам.
Когда кусок мяса запекают, жарят на сковороде или готовят в кастрюле с помощью сухого тепла, на дне посуды образуется остаток из карамелизованного сахара, углеводов, белков и вытопленного жира. Французский кулинарный термин для этого остатка — sucs, происходящий от латинского succus (живица).
Мясо убирают, сливают почти весь жир, оставляя небольшое количество последнего вместе с остатками мясного сока. Посуду возвращают на огонь, вливают в нее жидкость, такую как овощной или мясной бульон, спиртной напиток, вино или вержус, которая растворяет подгоревший остаток на дне. Не рекомендуется, однако, использовать для этого молочные продукты, поскольку они могут свернуться при контакте с высоким жаром. Жидкость позволяет повару соскоблить и растворить подгоревшие остатки мяса и коричневый налет на дне посуды, смешиваясь вместе они образуют базовый соус. Этот соус называют термином фонд (с французского fond — «база», «основа»), хотя, например, в США, этот термин используют для обозначения подгоревших остатков пищи. Пригоревшие куски не стоит путать с фонд, который имеет темно-коричневый цвет.
Вкус полученного базового соуса зависит в основном от мяса, жидкости, использованной для деглазирования, и использованных вкусовых добавок (ароматизаторов, трав или масел).
Этот метод является краеугольным камнем для многих хорошо известных соусов и подливок. Соус, полученный при деглазировании, могут приправлять и подавать самостоятельно (его порой называют au jus) либо с добавлением пахучих овощей, таких как морковь, сельдерей, обычный лук, шалот, или использовать как основу для супа. Соус можно загустить, взбивая со сливочным маслом или добавляя картофельный или кукурузный крахмал, муку, арроурут, или просто выпаривая на медленном огне.
Деглазирование также можно применять во время приготовления овощей, особенно таких, которые оставляют сахара на дне посуды. Метод часто используют при карамелизации лука. Поскольку овощи не производят большого количества жира, их не нужно убирать из посуды, чтобы слить его излишки. Вместо этого, жидкость можно сразу добавить в посуду и перемешать, позволяя фонду смешаться с овощами.